# Ally MacLeod
Alistair Reid „Ally“ MacLeod (* 26. Februar 1931 in Glasgow; † 1. Februar 2004 in Ayr) war ein schottischer Fußballspieler und -trainer.

## Werdegang
Ally MacLeod wurde Fußballprofi 1956 beim schottischen Erstligaclub FC St. Mirren. Er blieb allerdings nur sechs Wochen bei diesem Club und ging dann nach England zu den Blackburn Rovers. Der größte Erfolg seiner Fußballerkarriere war das Erreichen des englischen Pokalfinales 1960 mit Blackburn, das die Mannschaft allerdings mit 0:3 gegen die Wolverhampton Wanderers verlor. Im gleichen Jahr wechselte MacLeod zurück nach Schottland zum FC Hibernian Edinburgh.
1966 hatte er seine aktive Laufbahn beendet und wurde Trainer. Seine Karriere hatte er bei Ayr United beendet, nun wurde er der Trainer des kleinen Clubs und blieb dort neun Jahre. Er brachte den Club in die erste schottische Liga. 1975 übernahm er die Verantwortung für den FC Aberdeen und führte diesen Club bis zum Vize-Meistertitel. 1977 wurde er dann schottischer Nationaltrainer und fuhr mit der schottischen Nationalmannschaft zur Fußball-Weltmeisterschaft 1978 nach Argentinien. Eine große Zahl schottischer Fans begleitete Ally's Army nach Südamerika und MacLeod bestätigte nach Siegen über Argentinien und England, das wiederum nicht zur Weltmeisterschaft fuhr, mit großspurigen Äußerungen die Hoffnungen der Fans, dass das Ziel der schottischen Mannschaft mindestens eine Medaille bei dieser WM sein würde. Doch der Start in dieses WM-Turnier wurde zur einzigen Enttäuschung. Peru nahm man auf die leichte Schulter, ging früh 1:0 durch Joe Jordan in Führung, vergab jedoch einen Foulelfmeter und musste den Ausgleich hinnehmen. 20 Minuten vor Schluss bereitete der peruanische Ausnahmespieler Teófilo Cubillas den Schotten einen großen Schock mit zwei sehenswerten Treffern zum 3:1-Erfolg für Peru. Als seine Mannschaft auch noch das nächste Spiel gegen den krassen Außenseiter Iran nur 1:1 unentschieden spielte, war die Pleite perfekt. Da tröstete auch nicht der 3:2-Erfolg gegen den späteren Vize-Weltmeister Niederlande nicht hinweg. Schottland fuhr wieder mal nach einer Vorrunde nach Haus.
MacLeod sollte nach dem Turnier sofort entlassen werden, blieb aber noch bis 1979 Nationaltrainer. Er trainierte in den folgenden Jahren ohne großen Erfolg die Vereine FC Motherwell, Airdrie und auch wieder Ayr United. In Erinnerung blieb jedoch weiterhin das fatale Abschneiden bei der WM in Argentinien. 2015 wurde er in die Scottish Football Hall of Fame aufgenommen.
2004 starb Ally MacLeod nach langer Alzheimer-Krankheit.